# 이세범
이세범(1974년 8월 20일 ~)은 대한민국의 농구인이다.

## 선수 경력
- 1997년 대구 오리온스
- 2000년 울산 모비스 피버스
- 2001년 서울 SK 나이츠
- 2005년 ~ 2006년 서울 삼성 썬더스
- 2006년 5월 ~ 2009년 원주 동부 프로미
- 2009년 4월 ~ 현재 원주 동부 프로미 코치